# Simfonia núm. 1 (Brotons)
La Simfonia núm. 1 Dicòtoma va ser composta per Salvador Brotons el 1981 i es va estrenar el 4 de desembre de 1982 al Palau de la Música Catalana de Barcelona amb l'Orquestra Ciutat de Barcelona dirigida per Marçal Gols. El 1983 va rebre el premi Ciutat de Barcelona. Té una durada d'uns 23 minuts.
El títol Dicòtoma reflecteix la confrontació entre dos mons oposats. D’una banda, una societat mecanitzada, freda i monòtona, on la disciplina esdevé opressiva i les emocions són artificials. Un entorn caòtic que atrapa l’ésser humà en una espiral inevitable. De l’altra, la individualitat, l’essència de l’ànima humana, on resideixen la sensibilitat, la passió i l’amor. Brotons vol retratar l'individu que lluita per resistir la deshumanització d’un món hostil.

## Moviments
- I. Allegro furioso
- II. Lento espressivo
- III. Maestoso. Allegro giusto

El primer moviment, Allegro furioso, representa un món mecànic i implacable amb un ritme ràpid i inflexible, estructurat al voltant d’una cèl·lula rítmica de les timbales. Un segon tema, més expressiu i angoixant, emergeix a la flauta i el clarinet, simbolitzant la lluita humana dins d’un entorn hostil. El moviment culmina en una confrontació entre aquests dos elements, desembocant en una coda apoteòsica i brutal en presto.
El segon moviment, Lento espressivo, contrasta amb el primer i representa l’esperança, l’ànima i el plaer. L’oboè introdueix el primer tema, sostingut per la corda greu sul tasto, creant un passatge de gran expressivitat. Al llarg del moviment es manifesta la sensibilitat i l’agitació emocional humana, culminant en un clímax suau de la corda, que dona pas a un solo de violí resolt en els harmònics de l’arpa fins a la seva desaparició.
El tercer moviment, Maestoso. Allegro giusto, representa la confrontació entre els dos mons oposats de l’obra. Comença amb una passacaglia freda i mecànica als contrabaixos, que creix fins a un punt de fatiga existencial. En contrast, la segona part introdueix la calidesa expressiva del violí solista. Tot i això, la represa de la passacaglia amb acords dissonants deixa una pregunta oberta, seguida d’un moment de silenci. La resposta del compositor arriba amb una coda lenta basada en el tema del violí, culminant en un ostinato triomfal de sis notes, símbol de la victòria de l’individu.

## Instrumentació
La simfonia està escrita per a 3 flautes (doblant amb flautí), 3 oboès (doblant amb corn anglès), 3 clarinets (doblant amb clarinet baix), 3 fagots (doblant amb contrafagot), 4 trompes, 3 trompetes, 3 trombons, 1 tuba, timbales, 4 percussions, arpa i cordes.